# Cavron-Saint-Martin
Cavron-Saint-Martin ist eine französische Gemeinde mit 432 Einwohnern (Stand: 1. Januar 2022) im Département Pas-de-Calais in der Region Hauts-de-France. Sie gehört zum Arrondissement Montreuil und zum Gemeindeverband Les 7 Vallées. Die Einwohner werden Cavronnais und Cavronnaises genannt.

## Lage
Die Gemeinde Cavron-Saint-Martin liegt im Artois, etwa 17 Kilometer südöstlich von Montreuil-sur-Mer in einem Seitental der Canche, das vom Bach Planquette durchflossen wird. Nachbargemeinden von Cavron-Saint-Martin sind Lebiez im Norden, Wambercourt im Nordosten, Wamin im Osten, La Loge im Südosten, Hesdin-la-Forêt im Süden, Contes im Westen sowie Offin im Nordwesten.

## Bevölkerungsentwicklung
| Jahr                       | 1962 | 1968 | 1975 | 1982 | 1990 | 1999 | 2006 | 2015 | 2022 |
| -------------------------- | ---- | ---- | ---- | ---- | ---- | ---- | ---- | ---- | ---- |
| Einwohner                  | 460  | 416  | 409  | 429  | 382  | 402  | 446  | 463  | 432  |
| Quellen: Cassini und INSEE |      |      |      |      |      |      |      |      |      |

## Sport
Im Jahr 2025 führte die Tour de France auf der 2. Etappe durch die Gemeinde Cavron-Saint-Martin. Auf der D108 wurde mit der Côte de Cavron-Saint-Martin (104 m) eine Bergwertung der 4. Kategorie abgenommen. Diese wies auf einer Länge von 1100 Metern eine durchschnittliche Steigung von 5,9 % auf. Die Bergwertung sicherte sich der Norweger Andreas Leknessund.

## Sehenswürdigkeiten

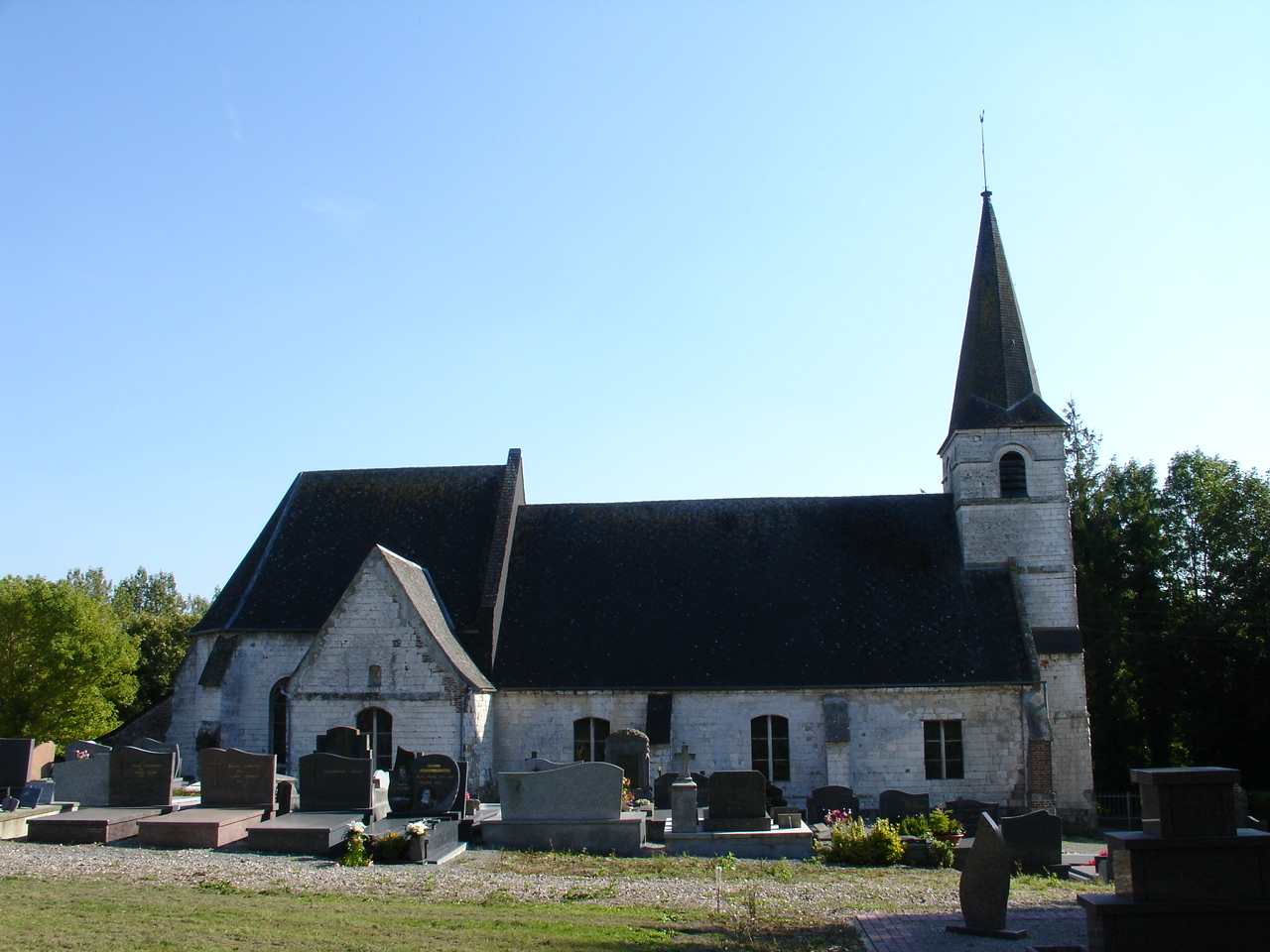
Kirche Saint-Walloy
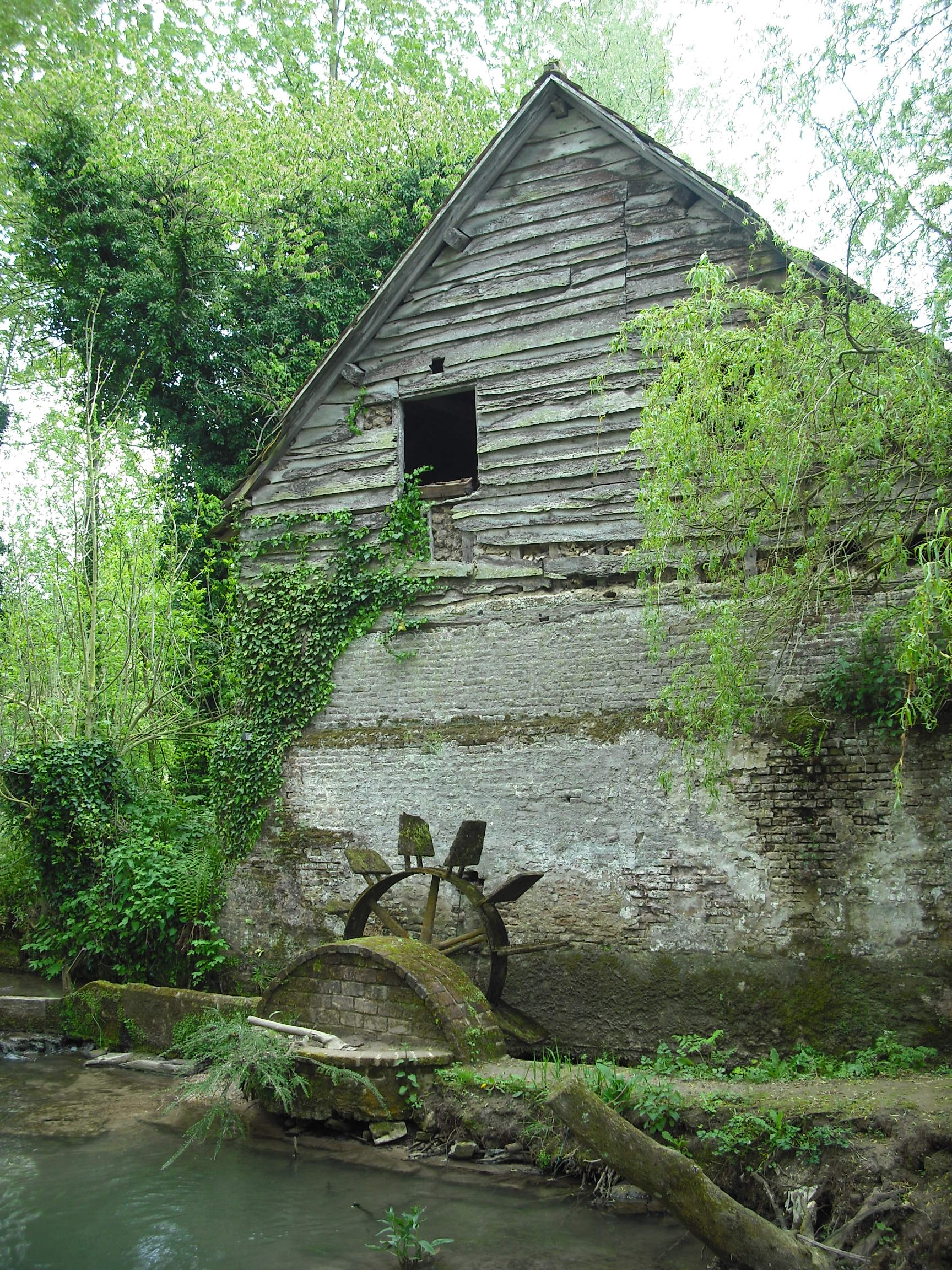
Wassermühle

- Kirche Saint-Walloy
- Wassermühle